# NFL Playoffs
De NFL Playoffs is de jaarlijkse eindcompetitie van de National Football League na het reguliere seizoen.
Hieraan doen zeven teams uit de National Football Conference (NFC) en zeven uit de American Football Conference (AFC) mee.
De eerste nacompetitie in de NFL was in 1933, ten tijde dat er nog een NFL Championship bestond, maar dit was slechts één wedstrijd, hier waren kwalificaties mogelijk op basis van het aantal winst en verlies in het reguliere seizoen. De eerste echte play-offs vonden plaats aan het einde van het seizoen van 1967, tevens het jaar dat de eerste Super Bowl werd gehouden, hieraan deden vier teams mee. Toen de NFL zich samenvoegde met de American Football League (AFL) in 1970 werd dit aantal uitgebreid tot acht teams, in 1978 tot tien teams en in 1990 tot de huidige twaalf teams.
De Houston Texans was het enige huidige NFL-team dat zich nog nooit heeft geplaatst voor de play-offs, maar is in het seizoen 2011-2012 allereerste keer geplaatst voor de play-offs.